# Miracolo della sorgente
Il miracolo della sorgente è la quattordicesima delle ventotto scene del ciclo di affreschi delle Storie di san Francesco della Basilica superiore di Assisi, attribuiti a Giotto. Fu dipinta verosimilmente tra il 1295 e il 1299 e misura 270x200 cm.

## Descrizione
Questo episodio appartiene alla serie della Legenda maior (VII,12) di San Francesco: "Salendo il beato Francesco sopra un monte in groppa all'asino di un povero uomo a causa di un'infermità, e invocando il detto uomo, che si sentiva morir di sete, un poco d'acqua, ne cavò da una pietra: la quale né prima v'era stata, né poi fu vista." San Francesco nota il bisogno disperato dell'uomo di bere e cerca subito di soddisfarlo.
Di grandiosa eloquenza è l'inedito gesto dell'uomo che si sporge per bere l'acqua, con il piede che è realisticamente piegato nella spinta del corpo.   
Giorgio Vasari, Le vite, 1568): « [...] si vede in quell'opera gran varietà non solamente nei gesti et attitudini di ciascuna figura, ma nella composizione ancora di tutte le storie, senzaché fa bellissimo vedere la diversità degl'abiti di que' tempi e certe imitazioni et oservazioni delle cose della natura. E fra l'altre è bellissima una storia dove uno asetato, nel quale si vede vivo il desiderio dell'acque, bee stando chinato in terra a una fonte con grandissimo e veramente maraviglioso affetto, intantoché par quasi una persona viva che bea». 
Dettagliata è la resa dei particolare, come il basto dell'asino.
Se qui ritorna il paesaggio ancora bizantineggiante delle rocce sporgenti (come nella scena dell'Elemosina del Mantello), l'insieme crea un gioco di linee che drammatizza la scena.
L'opera era molto rovinata dall'umidità nel 1798, quando venne restaurata. Studi hanno messo in luce come l'adesione del colore fu in alcuni punti imperfetta fin dall'inizio, forse dovuto a un cattivo calcolo dell'asciugamento, falsato dalla porta della basilica.

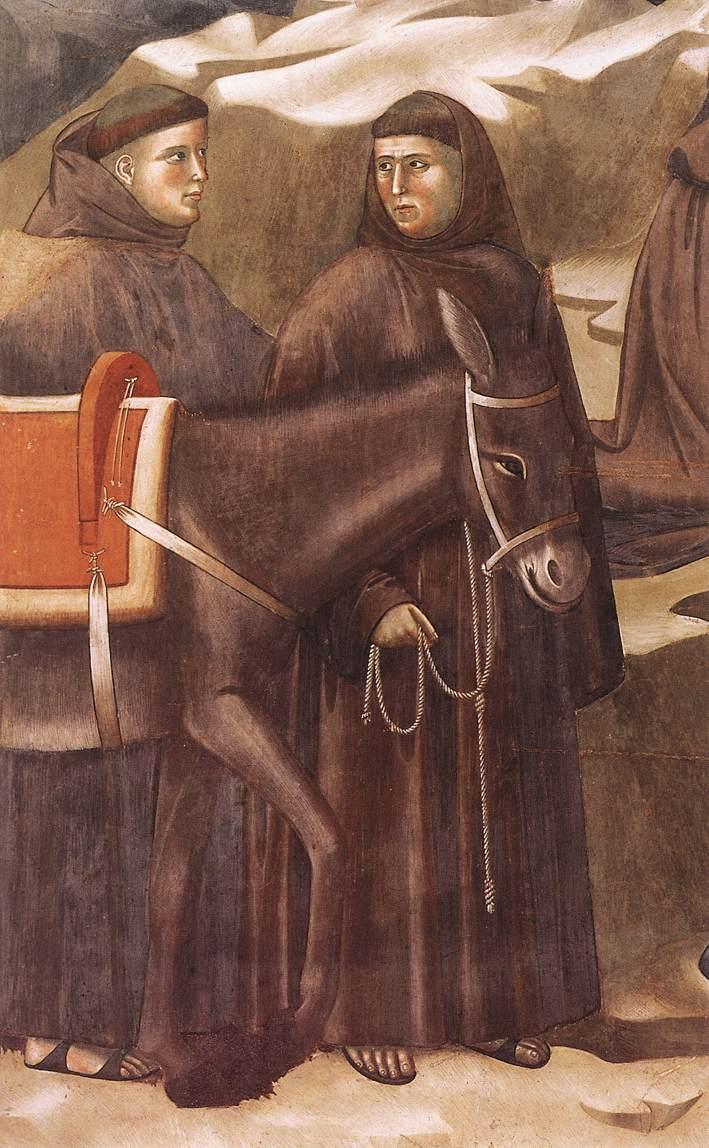
Dettaglio

## Stile
Nell'affresco è presente la caratteristica composizione diagonale di Giotto, che fa ricadere lo sguardo su Francesco, posto al centro e fulcro del dipinto.
La luce argentata lunare unifica umanità e natura, producendo un tono poetico sull'affresco. La presenza divina non è manifestata direttamente, con simboli o apparizioni, ma è nascosta nella natura, secondo una concezione simile a quella francescana. Lo spazio dove sono poste le persone è valorizzato, non basato sulla simmetria , ma su un ordine logico e naturalezza. 
Giotto costruisce la scena su una composizione caratterizzata da essenzialità, come richiedeva l'ordine francescano.
La composizione dell'opera è basata sulla geometria (è infatti costruita su due diagonali), ma viene liberata dalla rigidità dell'arte bizantina e romanica e dagli schemi astratti diffusi in quel periodo .